# SARS-CoV-2
SARS-CoV-2(영어: Severe acute respiratory syndrome coronavirus 2, 한국어: 제2형 중증급성호흡기증후군 코로나바이러스, 第2型重症急性呼吸器症候群코로나바이러스) 또는 임시 명칭 2019년 신종 코로나바이러스(영어: 2019 novel coronavirus, 2019-nCoV)는 유전적 배열(DNA sequencing)상 전도(傳導) 기능(Positive sense) 단일 가닥 RNA(single-stranded RNA) 코로나바이러스로서, 인간에게 전염성이 있고 코로나바이러스감염증-19의 원인이다.
SARS-CoV-2는 박쥐 중증급성호흡기증후군-유사 코로나바이러스(Bat SARS-like coronavirus)와 강한 유전적 유사성을 지니고 있는 것으로 보여지며, 이 바이러스에서 기원한 것으로 생각된다.
제2형 중증급성호흡기증후군 코로나바이러스 2(SARS-CoV-2)는 중국 우한시에서 일어나 국제적 공중보건 비상사태로 나아간 코로나바이러스감염증-19 유행의 원인이다. 이러한 관계 때문에 그 바이러스를 구어에서 여러 별칭 중 ‘우한 코로나바이러스’라고 부르지만,
세계보건기구의 보고서에서는 질병의 이름에 지역명을 사용하는 것을 자제하라고 권고하고 있다.
중증급성호흡기증후군 감염증과 혼동하지 않도록 세계보건기구는 가끔 공중보건 의사소통에서 이 바이러스를 "2019년 코로나바이러스감염증 바이러스"나 "2019년 코로나바이러스감염증 유책 바이러스"라고 부른다.
박쥐는 에볼라 출혈열, 마르부르크 출혈열, 니파바이러스 감염증, 헨드라 바이러스, 중증급성호흡기증후군, 중동호흡기증후군, 그리고 SARS-CoV-2의 주요 숙주이다. 2000년대 이후로 박쥐를 기원으로 한 세 가지 종류의 바이러스가 인간에게서 유행하였다. 2002년과 2003년 사이 발생했던 중증급성호흡기증후군 바이러스를 시작으로 인수공통 감염을 일으키는 코로나 바이러스는 박쥐를 주요 숙주로 삼고 있다. 박쥐에게서는 병원성을 보이지 않는 한편으로, 박쥐는 넓은 서식지를 가지고 있어 드물게 박쥐의 바이러스가 인간에게 감염될 수 있다. 야생동물을 기르고 거래하는 과정에서 야생동물은 밀집되고 다른 종끼리 밀접하게 접촉할 수밖에 없는 환경에 노출되기 쉬우며 이는 바이러스가 종간 감염으로 이어질 가능성을 증가시킨다. 사냥, 구아노의 채취 또한 이러한 위험성을 증가시키며 야생동물 서식지를 침범당하거나, 인구의 증가로 인해 야생동물 자원의 수요가 증가하는 경우를 포함한다.

## 명칭
코로나바이러스감염증-19 유행 진행 중, 세계보건기구는 이 바이러스를 2019년 신종 코로나바이러스라는 임시 명칭으로 부르자는 관례를 권고했다. 그러나 이 일은 적절한 공식 명칭이 없다는 우려를 낳았고, 일상적 말투에서는 이 바이러스는 자주 신종 코로나바이러스, 코로나바이러스 및 우한 코로나바이러스라고 불렸다. 국제 바이러스 분류학 위원회(en:International Committee on Taxonomy of Viruses)는 바이러스와 감염증 명명에 대한 2015년 세계보건기구 지침에 따라 이 바이러스에 대한 적절한 공식 명칭을 도입할 책임이 있었다.
2020년 1월 11일, 국제 바이러스 분류학 위원회는 앞서 2019년 신종 코로나바이러스로 이름난 바이러스 균주(en:Virus strain)를 부르고자 SARS-CoV-2라는 명칭을 도입했다. 같은 날 일찍이 세계보건기구는 그 바이러스 균주가 야기한 감염증 용어를 2019년 신종 코로나바이러스 호흡기감염증(2019-nCoV acute respiratory disease)에서 2019년 코로나바이러스감염증(COVID-19)라는 명칭으로 대체했다.
한국어 화자가 가장 많이 분포하는 대한민국에서는 2020년 2월 12일부터 신종 코로나바이러스 감염증을 코로나19라는 명칭으로 부르기로 했다. 가장 많은 한국어 신문이 소속된 한국기자협회의 보도준칙에서도 보도와 방송에서 코로나19라는 명칭을 사용할 것을 권고했다.

## 분류
| 연번 | 분류체계  | 분류체계  | 분류 대상 유전자                          | 분류 대상 아미노산                        |
| ---- | --------- | --------- | ----------------------------------------- | ----------------------------------------- |
| 1    | S 그룹    | S 그룹    | ORF8                                      | L84S                                      |
| 2    | V 그룹    | V 그룹    | NS3                                       | G251V                                     |
| 3    | G그룹     | G 그룹    | S                                         | D614G                                     |
| 4    | G그룹     | GH 그룹   | S                                         | D614G                                     |
| 4    | G그룹     | GH 그룹   | NS3                                       | Q57H                                      |
| 5    | G그룹     | GR 그룹   | S                                         | D614G                                     |
| 5    | G그룹     | GR 그룹   | N                                         | G204R                                     |
| 6    | G그룹     | GV 그룹   | S                                         | D614G                                     |
| 6    | G그룹     | GV 그룹   | S                                         | A222V                                     |
| 7    | L 그룹    | L 그룹    | WIV04 분리주(우한 분리주)와 유전적 근연성 | WIV04 분리주(우한 분리주)와 유전적 근연성 |
| 8    | 기타 그룹 | 기타 그룹 | 6개 분류체계에 포함되지 않는 바이러스     | 6개 분류체계에 포함되지 않는 바이러스     |

## 병원성

### 전염
코로나 바이러스는 특히 2m 반경 내 기침이나 콧물에서 온 호흡기 비말에 대한 밀접 접촉을 통해 주로 전파된다. 오염된 물건을 만진 손으로 눈코입을 만지는 것도 해당 감염증에 걸릴 수 있는 다른 원인이다. SARS-CoV-2의 RNA는 감염된 환자의 대변 검사 표본에서도 발견되었다. 미국 질병통제예방센터는 고농도의 호흡기 분비물을 일으킬 법한 행동을 위한 공간 또한 전염 위험이 큰 것으로 평가하고 있다. 감염의 진행은 전파 가능성을 기준으로 할 경우 잠재기(latent period)와 전파기(infectious period)로 나뉘며, 증상을 기준으로 할 경우에는 잠복기(incubation period)와 증상이 나타나는 시기(clinical period)로 나눌 수 있다. 감염은 잠복기에도 나타날 수 있으며, 이는 잠재기 이후를 말한다.
바이러스가 사람에게 최초로 전염된 원인에 대해서는, 몇몇 국가에서 박쥐고기를 섭취하는 습관으로 인하여 바이러스가 전파되었을 것이라는 전문가의 지적이 있다.

### 병원소
최초 감염 확진된 사람이 우한화난수산물도매시장의 노동자였기 때문에 식품으로 판매하는 동물이 병원소나 매개체로 의심된다. 결국 동물과 더 큰 접촉에 노출된 셈이다. 야생 동물 판매 시장이 2003년에 사스 전염병에도 원인을 제공한 것으로 비판 받았는데, 그런 시장은 신종 병원체의 배양소로 간주된다. 해당 발병 때문에 중국의 야생 동물 거래 및 소비에 대한 일시적 금지 조치가 촉발되었다. 그러나 일부 연구자들은 화난 수산물 시장이 인간에 대한 바이러스 전파의 근원이 아닐 수도 있다고 암시했다.
배열된 유전체의 충분한 수로 해당 바이러스과의 변이 내력에 대한 계통수를 재구성하는 게 가능하다. 2003년 사스 전염병의 기원을 향한 연구의 결과로 관박쥐과의 관박쥐속에서 대부분 유래한 수많은 박쥐 중증급성호흡기증후군-유사 코로나바이러스 WIV1(en:Bat SARS-like coronavirus WIV1)의 발견이 일어났다. 박쥐 중증급성호흡기증후군-유사 코로나바이러스(Bat SARS-like coronavirus) 종은 수많은 아종이 있는데, 그 중에서 중국적갈색관박쥐에서 2015년 7월 분리된 bat-SL-CoVZXC21과 2017년 2월 분리된 bat-SL-CoVZC45의 출판된 온 두 유전자 배열은 2019년 신종 코로나바이러스와 88% 유사성을 보이고, 2019년 신종 코로나바이러스는 이 두 변종의 공통 조상(Common ancestor)에게서 기원해 그 조상에게 없던 TRS-1 (ACGGAT) 돌연변이를 일으킨 자매 변종(Sibling Variety)이다.
천산갑은 중국 법에 따라 보호되지만, 중의학으로 인한 천산갑의 밀렵과 거래(en:Pangolin trade)는 흔하게 잔존해 있다. 앞서 2019년에 발행된 메타유전학 연구에서는 가장 많이 분포하는 병원체(the most widely distributed pathogens)인 센다이바이러스(en:Sendai virus) 다음으로, 4 속(en:Genus)을 다 아우르는 코로나바이러스아과가 말레이천산갑 표본에 넓게 분포하는 것으로 드러났다. 그러나 고유 영향력 지표(Eigenfactor) SJR이 1.81인 Viruses 저널의 Viral Metagenomics Revealed Sendai Virus and Coronavirus Infection of Malayan Pangolins (Manis javanica)라는 논문은 2019년 신종 코로나바이러스 최초 발견 시점인 2019년 12월 23일보다 앞선 2019년 10월 24일에 발행된 것으로서 2019년 신종 코로나바이러스를 확실히 포함하지 ‘않고’, 다만 그 외의 코로나바이러스아과(Coronavirus family) 전체와 센다이바이러스(en:Sendai virus)에 대한 알려지지 않은 잠재적 병원소로서 보내는 일반적 주의일 뿐이다. 그래서 변인 통제(Control variable)가 기본인 공통 과학(General Science) 실험 설계에 맞지 않게 센다이바이러스(en:Sendai virus)를 포함한 혼합 표본(Mixed sample) 검사를 수행한 상태에서 해당 논문에서 언급도 하지 않는 2019년 신종 코로나바이러스가 벌써 거기 있었다는 주장은 공신력이 떨어진다.
네이처지는 “화난 농업대학 일부 연구진 Shen and Xiao는 네이처지의 요청에 즉각 반응하지는 못했지만, 화난 농업대학의 일부 연구진 Liu Yahong은 1월 7일 기자 회견(Press conference)에서 곧 발행될 예정이나(would be published soon) 공식적으로 아직 발행되지 않은(but is yet to be formally published) 결과에서 천산갑 표본 내 어떤 바이러스가 2019년 신종 코로나바이러스와 99% 유사하다는 주장을 폈는데, 과학자들은 해당 팀이 천산갑에게 그 유사 바이러스가 있다는 장소 등 세부 사항을 제공하기를 희망했다. 면역학자이자 계산 생물학자인 Kristian Andersen은 사실이라고 믿을 수도 있다며, 발행된 보고와 자료를 고대한다.”라는 전언을 소개하고 있다. 그러나 학술 문헌도 아닌 ‘기자 회견이나 전언’ 말고, 1월 11경에도, 추후 드러난 것과 무관하게 2019년 신종 코로나바이러스 발병에 대한 천산갑의 역할이 아직 미정(the role of pangolins in the 2019-nCoV outbreak is still up in the air, regardless of what’s subsequently revealed)이라는 진술을 볼 때, 적어도 기자 회견이나 전언 시점인 1월 7일 추후에 해당하는 1월 11경까지는 아직, 네이처지 내 학술 문헌상 발행이 되지 않았다는 것은 추론할 수 있다. 이와 같이 또다른 출판 전 논문(en:Preprint)은 메타유전 자료상 재조합을 했더니, RaTG13의 숙주가 천산갑이기 때문에 2019년 신종 코로나바이러스의 숙주도 천산갑이라는 내용이다. 그러나 사실 동료 평가(Peer review)도 거치지 않은 Evidence of recombination in coronaviruses implicating pangolin origins of nCoV-2019의 주장과 달리 RaTG13의 숙주에 관한 학계의 통설은 RaTG13의 숙주는 천산갑이 아닌, 중간관박쥐(Rhinolophus sinicus)라는 것이고, Evidence of recombination in coronaviruses implicating pangolin origins of nCoV-2019이 기재된 en:bioRxiv는 고유 영향력 지표(Eigenfactor)상 계수되지도 않는 출판 전 논문(en:Preprint)의 집결소이다. 2020년 2월 3일 네이처지의 A pneumonia outbreak associated with a new coronavirus of probable bat origin 논문에서 중간관박쥐가 숙주인 RaTG13가 SARS-CoV-2와 96% 유사하다는 주장도 있었으나, 해당 논문의 방법론 부분에서도 스스로 밝히고 있는 그대로 표본 크기를 미리 결정하는 데 사용한 통계적 방법이 존재하지 않고, 해당 실험은 임의 통제되지 않았으며, 실험과 결과 평가 중 해당 연구자 할당에서 맹검을 하지 않았기 때문에 여러 측면에서 비출 때의 정확한 계산 결과라 할 수 없고 해당 연구자가 분명히 결과에 영향력을 미칠 수 있다. 게다가 다음과 같은 이유에서 RaTG13는 2019년 신종 코로나바이러스와 유사성이 없다. 미국 국립 알레르기 감염병 연구소(en:National Institute of Allergy and Infectious Diseases)가 지원하는 바이러스 병원체 데이터베이스 및 분석원(en:Virus Pathogen Database and Analysis Resource)에도 RaTG13뿐만 아니라 2019년 신종 코로나바이러스의 정보도 망라돼 있는데도, 정작 그 데이터베이스에 기초한 2019년 신종 코로나바이러스와 유사 유전자 식별(Similar Sequences Identification)에서는 RaTG13가 상위권에 들지 못해서 사실 2019년 신종 코로나바이러스와 RaTG13의 유사성이 떨어진다는 것을 충분히 알 수 있다. 구체적으로 해당 바이러스 병원체 데이터베이스 및 분석원(Virus Pathogen Database and Analysis Resource)에 따르면, 유사 유전자 식별(Similar Sequences Identification)상 2019년 신종 코로나바이러스는, 실제로 RaTG13가 아니라 중국적갈색관박쥐(Rhinolophus sinicus)가 숙주인 bat-SL-CoVZC45, bat-SL-CoVZXC21과 88% 일치하고, 중간관박쥐(Rhinolophus sinicus)가 숙주인 BtRs-BetaCoV/YN2018C, BtRs-BetaCoV/YN2018B와 85% 일치한다.
실제로 네 문단 위에서 언급되었던 Viruses 저널의 Viral Metagenomics Revealed Sendai Virus and Coronavirus Infection of Malayan Pangolins (Manis javanica) 논문 그 어디에도 2019년 신종 코로나바이러스와 가장 일치도가 높은 bat-SL-CoVZC45, bat-SL-CoVZXC21은 전혀 나오지 않고, 대신 다른 균주들만 나온다. 그 중 해당 논문과 A preliminary comparative genomics of the 2019-nCoV라는 자료에 기재된 코로나바이러스아과의 숙주 정보는 다음과 같다.
- 델타코로나바이러스속[42]
  - 붉은해오라기(Night heron)[42]: NC_016994의 숙주[42]
  - 말레이천산갑[42]: Contig 715[42], Contig 1748[42]의 숙주
  - 참새[42]: ISU690-4[51], ISU690-7[52], ISU42824[53]의 숙주
  - 메추라기(Coturnix japonica)[42]: G032/2015의 숙주[54]
  - 붉은귀직박구리(Red-whiskered bulbul)[42]: UNKNOWN-NC_011547의 숙주[55]
  - 되지빠귀(Turdus hortulorum)[42]: UNKNOWN-FJ376621[56], UNKNOWN-NC_011549[57]의 숙주

- 분류 미상[42]
  - 말레이천산갑: 델타코로나바이러속의 삼촌 종(Uncle Species)인 Contig 47[42], Contig 731[42]; 델타코로나바이러속의 종백숙부 종(Great Uncle’s Sibling Species)인 Contig 368[42]; 델타코로나바이러속의 재종 형제 종(Second Cousin Species)인 Contig 729[42], Contig785[42]; 알파코로나바이러스속의 종고조 종(Great-Great Grandfather’s Sibling Species)인 Contig 223[42]; 알파코로나바이러스속의 종백숙부 종(Great-Grandfather Grandchild Species)인 Contig 330[42]; 알파코로나바이러스속의 재종 형제 종(Second Cousin Species)인 Contig 1528[42], Contig 286[42]; 베타코로나바이러스속의 삼촌 종(Uncle Species)인 Contig 1420[42]; 베타코로나바이러스속의 종조 종(Great Uncle Species)인 Contig 174[42]; 감마코로나바이러스속의 사촌 종(Cousin Species)인 Contig 1292[42]; 감마코로나바이러스속의 종조 종(Great Uncle Species)인 Contig 1551[42]; 알파코로나바이러스속의 삼촌 종(Uncle Species)인 Contig 424[42]의 숙주

- 베타코로나바이러스속[42]
  - 인간(Human)[42]: 4408의 숙주[58]
  - 개(Dog)[42]: K37의 숙주[59]
  - 야크(Yak)[42]: YAK/HY24/CH/2017의 숙주[60]
  - 소(Cattle)[42]: ICSA21-LBA[61], 4-17-25[62]의 숙주
  - 단봉낙타(Camelus dromedarius)[42]: HKU23-265F의 숙주[63]
  - 물소(Bubalus bubalis)[42]: Buffalo coronavirus B1-24F의 숙주[64]
  - 박쥐(Bat)[2]: 박쥐 중증급성호흡기증후군-유사 코로나바이러스(Bat SARS-like coronavirus)의 수많은 아종[2], Rm1의 숙주[2]
  - 흰코사향고향이(Paguma larvata)[2]: SZ3의 숙주[2]
  - 돼지(Swine)[2]: TJF의 숙주[2]

- 감마코로나바이러스속[42]
  - 칠면조(Turkey)[42]: GQ427176의 숙주[65]
  - 닭(Chicken)[42]: KU556807[66], KX185057[67], JQ977697[68]의 숙주

위에서 살펴볼 수 있듯이 해당 논문 그 어디에도 베타코로나바이러스속 중 어느 균주에도 백화사(白花蛇)와 말레이천산갑이 '2019년 신종 코로나바이러스'의 숙주로 작용하고 있다는 내용이 전혀 나오지 않는다. 오히려 말레이천산갑은, 2019년 신종 코로나바이러스와 유전자가 88% 일치하는 자매 변종(Sibling Variety)인 bat-SL-CoVZC45, bat-SL-CoVZXC21과 무관하게, 분명히 델타코로나바이러스속 혹은 유전적 친연 관계가 '먼' 분류 미상의 분류에 속하는 다른 바이러스의 숙주인 것으로 나온다. 말레이천산갑이 델타코로나바이러스속 바이러스와 분류 미상의 바이러스의 숙주라는 사실과 그와 '다른' 속에 속하는 2019년 신종 코로나바이러스의 숙주인지 여부 자체는 분명히 별개의 문제이다. 발행된 학술 문헌 본문에 나오지도 않는 내용을 가지고 불안을 조장할 필요는 없다.
마지막으로 고유 영향력 지표(Eigenfactor) SJR이 16.345로서 31971위 중 30위이면서 동료 평가(Peer review)된 네이처지(Nature Magazine)에 기자 회견이나 전언이라기보다는 학술 문헌으로 실린 Isolation and characterization of a bat SARS-like coronavirus that uses the ACE2 receptor에도 따르면, Sarbecovirus 아속에서도 일부 박쥐 중증급성호흡기증후군-유사 코로나바이러스(Bat SARS-like coronavirus)인 bat-SL-CoV에 의한 인간 직접 감염에는 중간 숙주가 불필요하다 해도 무방하다고 언급하고 있다.
따라서 요약하자면 신종 코로나바이러스의 조상은, 유사 유전자 식별과 계통수상 공신력 있게 발행된 학술 자료의 일치상으로 평가할 때, 중국적갈색관박쥐(Rhinolophus sinicus)가 숙주로서 88% 일치하는 bat-SL-CoVZC45, bat-SL-CoVZXC21에 가장 가깝고, 천산갑이 숙주인 RaTG13이 아니며, 이와 더불어 학술적으로 고유 영향력 지표(Eigenfactor)가 높은 네이처지(Nature Magazine)의 발행된 학술 문헌까지 종합할 때에는 2019년 신종 코로나바이러스가 bat-SL-CoV 변종이기 때문에 bat-SL-CoV에 따른 인간 직접 감염에는 중간 숙주가 굳이 불필요하다 해도 무방하다고 판단하는 게 훨씬 더 정확하다. 다만 천산갑은 2019년 신종 코로나바이러스의 숙주가 아닌 대신, 코로나바이러스아과 중 '다른 속'에 속하는 델타코로나바이러스속 바이러스와 분류 미상의 바이러스의 숙주이므로 이런 다른 이유로써 일반적 주의가 필요할 뿐이다. 참고로 천산갑이 2019년 신종 코로나바이러스의 숙주는 아니더라도, 델타코로나바이러스속 바이러스와 분류 미상의 바이러스의 숙주에는 해당되기 때문에 천산갑을 한의학이나 중의학에서 약재로 섭취하는 습관은, 델타코로나바이러스속 바이러스와 분류 미상의 바이러스 바이러스 중, 혹시 인수 공통 감염병이 있을 경우에, 그 외 병원체에 대한 감염을 부추기는 행동이라 할 수 있다.

### 구조 생물학
SARS-CoV-2 바이러스 입자는 1개에 직경이 대략 0.05~0.2µm이다. 극상돌기(S) 단백질의 원자 수준 이미지가 저온전자현미경으로 고안되었다.
SARS-CoV-2의 디지털 색채 전자 현미경사진(en:Micrograph)
- 인간 세포에서 발현하는 SARS-CoV-2 (노랑)
- SARS-CoV-2 바이러스 입자의 삽화.
- 인간 세포에서 발현하는 SARS-CoV-2 (노랑)

### 계통학과분류학
SARS-CoV-2는 코로나바이러스아과에 속한다. 이 바이러스는 전도 기능 단일 가닥 RNA 바이러스(en:Positive-sense single-stranded RNA virus)이다. 그 외의 코로나바이러스아과는 감기에서 중동호흡기증후군와 같은 더 심각한 감염증에 이르는 질병을 야기할 수 있다. 이 바이러스는 인간 코로나바이러스 229E, NL63, OC43, HKU1, 중동호흡기증후군 코로나바이러스, 본디의 중증급성호흡기증후군 코로나바이러스 다음에 인간을 감염시키는 것으로 알려진 7번째 바이러스이다. 이 바이러스의 유전체 서열은 대략 염기 3만 개이다.
미국 국립 알레르기 감염병 연구소(en:National Institute of Allergy and Infectious Diseases)가 지원하는 바이러스 병원체 데이터베이스 및 분석원(en:Virus Pathogen Database and Analysis Resource)에서는 2019년 신종 코로나바이러스를 2015년 7월 분리된 bat-SL-CoVZXC21과 2017년 2월 분리된 bat-SL-CoVZC45이라는 두 변종의 공통 조상(Common ancestor)에게서 기원해 그 조상에게 없던 TRS-1 (ACGGAT) 돌연변이를 일으킨 자매 변종(Sibling Variety)으로 보고 있다.

### 일부 작은 변이율
상기된 계통학과 분류학 마지막 문단은 2019년 신종 코로나바이러스가 그 유전체 서열 중 Sarbecovirus 아속의 이중 돌연변이 유전자인 TRS-1 (ACGGAT)이 확인됨으로써 Sarbecovirus 아속→박쥐 중증급성호흡기증후군-유사 코로나바이러스(Bat SARS-like coronavirus) 종→SARS-CoV-2경로로 이중 돌연변이를 일으킨 자매 변종, 즉 Sarbecovirus 아속을 기준으로 할 때 SARS-CoV-2가 TRS-1 (ACGGAT)을 특징으로 하는 이중 돌연변이를 일으킨 변종이라는 말이다.
2019년 3월 5일 현재까지, 2019년 신종 코로나바이러스의 전 유전체 서열 즉 대략 염기 3만 개 내외를 확인할 수 있도록 단리된 균주를 바이러스 병원체 데이터베이스 및 분석원(en:Virus Pathogen Database and Analysis Resource)에서 전수 조사해 보면, 그 중 80~100%의 인과관계 수준에 속하는 87.72%가 TRS-1 (ACGGAT)을 지님으로써 Sarbecovirus 아속의 이중 돌연변이에서 그쳐 있음을 확인할 수 있으나, 일부 작은 12.28% 수준에서 기존의 TRS-1 (ACGGAT)도 아니고 Sarbecovirus 아속의 삼중 돌연변이라던 TRS-2 (CCGGAT)도 아닌, 상세불명의 돌연변이가 관찰되는 것도 확인할 수 있다.
실제로 2020년 3월 5일 현재까지 단리된 SARS-CoV-2 균주 57개 중, 2019년 3월 5일 현재 단리 일시와 장소를 알 수 없는 UNKNOWN-LR757996 균주(Strain), SARS-CoV-2/Hu/DP/Kng/19-027 균주; 2019년 12월 중국에서 단리된 Wuhan-Hu-1 균주; 2019년 12월 23일 최초로 중국에서 단리된 BetaCoV/Wuhan/IPBCAMS-WH-01/2019 균주; 2019년 12월 30일 중국에서 단리된 BetaCoV/Wuhan/IPBCAMS-WH-02/2019 균주, BetaCoV/Wuhan/IPBCAMS-WH-03/2019 균주, BetaCoV/Wuhan/IPBCAMS-WH-04/2019 균주, WIV02 균주, WIV04 균주, WIV05 균주, WIV06 균주, WIV07 균주; 2020년 1월 일본에서 단리된 2019-nCoV/Japan/TY/WK-521/2020 균주, 2019-nCoV/Japan/TY/WK-501/2020 균주, 2019-nCoV/Japan/TY/WK-012/2020 균주, 2019-nCoV/Japan/KY/V-029/2020 균주; 2020년 1월 대한민국에서 단리된 SNU01 균주; 2020년 1월 1일 중국에서 단리된 BetaCoV/Wuhan/IPBCAMS-WH-05/2020 균주; 2020년 1월 2일 중국에서 단리된 2019-nCoV WHU02 균주, 2019-nCoV WHU01 균주; 2020년 1월 8일 중국에서 단리된 SARS-CoV-2/WH-09/human/2020/CHN 균주; 2020년 1월 10일 중국에서 단리된 2019-nCoV_HKU-SZ-002a_2020 균주; 2020년 1월 11일 중국에서 단리된 2019-nCoV_HKU-SZ-005b_2020 균주; 2020년 1월 17일 중국에서 단리된 SARS-CoV-2/Yunnan-01/human/2020/CHN 균주; 2020년 1월 19일 미국에서 단리된 2019-nCoV/USA-WA1/2020 균주; 2020년 1월 20일 중국에서 단리된 HZ-1 균주; 2020년 1월 21일 미국에서 단리된 2019-nCoV/USA-IL1/2020 균주; 2020년 1월 22일 미국에서 단리된 2019-nCoV/USA-CA2/2020 균주, 2019-nCoV/USA-AZ1/2020 균주; 2020년 1월 23일 미국에서 단리된 2019-nCoV/USA-CA1/2020 균주; 2020년 1월 25일 호주에서 단리된 Australia/VIC01/2020 균주; 2020년 1월 25일 미국에서 단리된 2019-nCoV/USA-WA1-F6/2020 균주, 2019-nCoV/USA-WA1-A12/2020 균주; 2020년 1월 27일 미국에서 단리된 2019-nCoV/USA-CA6/2020 균주; 2020년 1월 28일 미국에서 단리된 2019-nCoV/USA-IL2/2020 균주; 2020년 1월 29일 미국에서 단리된 2019-nCoV/USA-MA1/2020 균주, 2019-nCoV/USA-CA5/2020 균주, 2019-nCoV/USA-CA4/2020 균주, 2019-nCoV/USA-CA3/2020 균주; 2020년 1월 29일 핀란드에서 단리된 nCoV-FIN-29-Jan-2020 균주; 2020년 1월 29일 중국에서 단리된 SARS-CoV-2/IQTC02/human/2020/CHN 균주; 2020년 1월 31일 미국에서 단리된 2019-nCoV/USA-WI1/2020 균주; 2020년 1월 31일 타이완에서 단리된 SARS-CoV-2/NTU01/2020/TWN 균주; 2020년 2월 5일 타이완에서 단리된 SARS-CoV-2/NTU02/2020/TWN 균주; 2020년 2월 6일 미국에서 단리된 2019-nCoV/USA-CA7/2020 균주; 2020년 2월 7일 스웨덴에서 단리된 SARS-CoV-2/01/human/2020/SWE 균주; 2020년 2월 10일 미국에서 단리된 2019-nCoV/USA-CA8/2020 균주; 2020년 2월 11일 미국에서 단리된 2019-nCoV/USA-TX1/2020 균주; 2020년 2월 23일 미국에서 단리된 2019-nCoV/USA-CA9/2020 균주; 2020년 2월 28일 브라질에서 단리된 SARS-CoV-2/SP02/human/2020/BRA 균주까지 50개 균주, 즉 87.72%(=50*100/57)는 TRS-1 (ACGGAT)을 지님으로써 Sarbecovirus 아속의 기존 이중 돌연변이에서 그쳐 있지만, 단리 일시와 장소를 알 수 없는 UNKNOWN-LR757995, UNKNOWN-LR757997, UNKNOWN-LR757998, SARS-CoV-2/Hu/DP/Kng/19-020; 2020년 1월 일본에서 단리된 2019-nCoV/Japan/AI/I-004/2020; 2020년 1월 13일 네팔에서 단리된 SARS0CoV-2/61-TW/human/2020/ NPL; 2020년 2월 5일 중국에서 단리된 SARS-CoV-2/IQTC01/human/2020/CHN 균주까지 7개 균주, 즉 12.28%(=7*100/57)는 원인 미상이나 상세 불명의 돌연변이를 보이고 있다.

### 유전자 분석
2020년 2월 27일 질병관리본부는 코로나19 바이러스 유전자 분석 중간 결과를 발표하였다. 결과에 따르면 바이러스가 인체에 침입하는데 주요한 역할을 하는 세포결합부위, 바이러스 증식과 병원성 등을 담당하는 유전자에서 변이가 검출되지 않았다. 한국 포함 총 16개국에서 발표한 코로나19 바이러스 유전자 염기서열 103건과 비교했을 때 일치율은 99.89~100%를 보였다. 정은경 본부장은 "코로나19 바이러스 유전자 변이가 없다는 것은 돌연변이로 인한 독성변화나, 유전자 검사 등의 오류 우려가 아직까지 없다는 것을 의미한다"며, "현재 세포에서의 증식성 및 사람 코로나바이러스 항체와의 교차반응에 대한 분석을 진행하고 있으므로, 예방과 대응을 위한 보다 상세한 분석결과가 곧 제시될 수 있을 것"이라고 밝혔다.

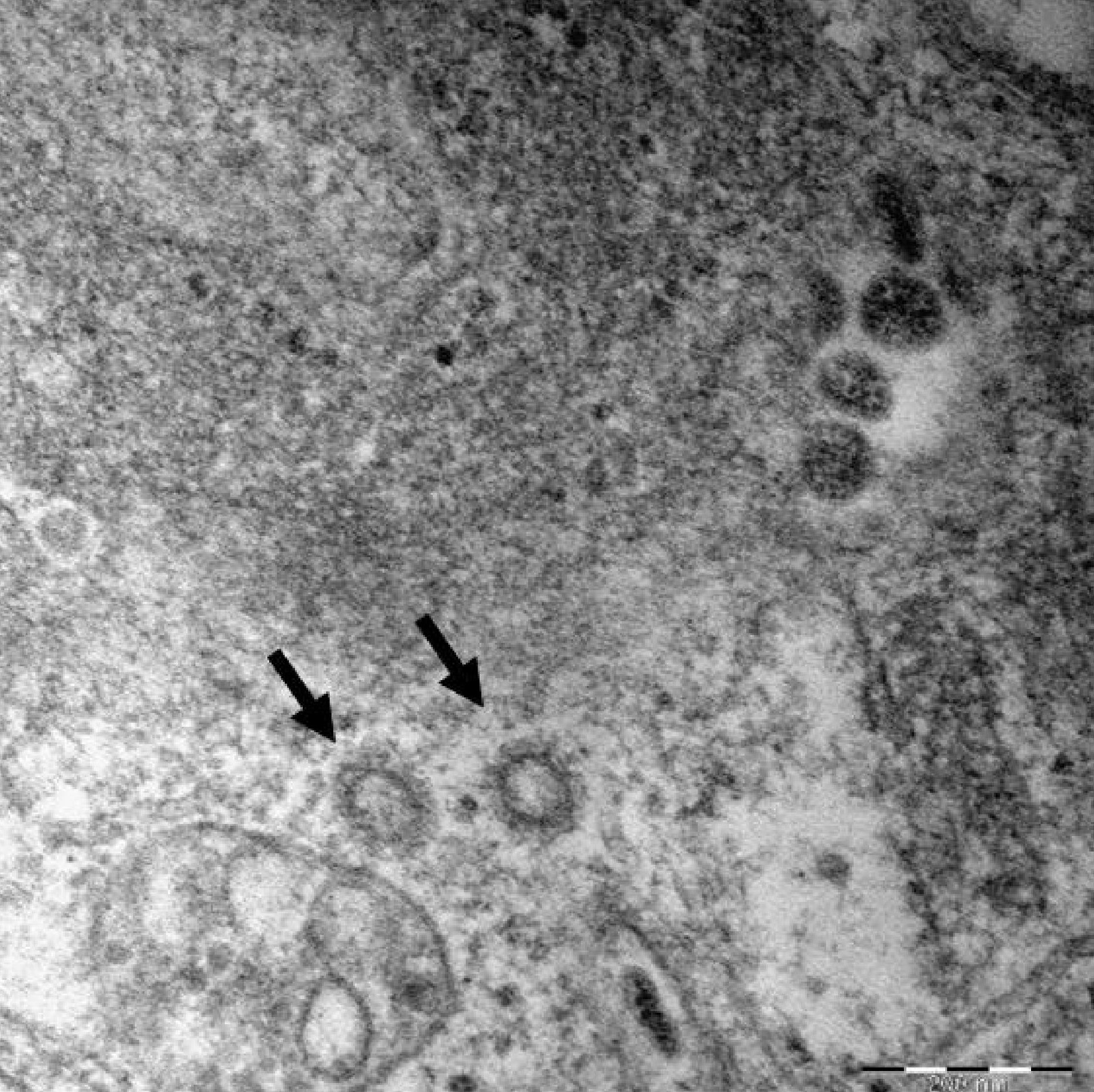
환자에게서 얻은 코로나19 바이러스 표본의 고해상 전자현미경 사진

## 증상
2019년 신종 코로나바이러스가 야기하는 질병은 WHO에서 2019년 신종 코로나바이러스 급성 호흡기 감염병이라 임시적으로 명명되었다. 2020년 2월 2일경 {동료 평가된 임의 통제 시험(Randomized controlled trial)에 대한 체계적 고찰(Systematic review)의 의미상의 임상 연구 표준에서 확증된 치료는 확보할 수 없어서 열, 마른 기침, 숨가쁨을 포함할 만한 증상 완화에 주안점을 둔다.
폐렴, 신부전, 또 심각한 감염의 경우 사망에 이를 수 있다. 2020년 1월 23일 발행된 문헌에서 WHO 사무총장 테워드로스 아드하놈 거브러이여수스에 따르면 감염자 중 1/4이 심각한 질환을 경험하였으며 사망자 중 다수가 고혈압, 당뇨병, 심혈관계 질환 등 면역계 손상이 있었다. 병원에 이송된 사람들 대부분이 입원 당시에는 활력 징후가 안정적이었으며 이들에게서 백혈구감소증과 림프구감소증이 보고되었다.

## 치료 후보 연구
이와 병행해 여러 탐색적 예비조사(en:Exploratory research)의 계열에서는 2020년 1월에 잠재적 치료법이 시작되었다. 중국 질병 관리 예방 센터에서는 1월 말 해당 코로나바이러스 연관 폐렴 치료의 효과성에 대한 현존하는 폐렴 치료법 시험을 시작했다. 현재 특정한 치료법은 없으나 항바이러스제에 관한 연구가 진행되고 있는데, 인디나비르(en:indinavir), 사퀴나비르(en:saquinavir), 로피나비르/리토나비르(en:lopinavir/ritonavir)와 같은 항레트로바이러스(en:Antiretroviral) 인간면역결핍 I 단백질분해효소(en:HIV-1 protease) 억제제를 포함한 기존 항바이러스제의 효과를 향한 조사도 이미 1월 말에 시작되었다. 중증급성호흡기증후군 및 2019-nCoV 대항 조사 중인 신약 렘데시비르(en:Remdesivir)라는 RNA 중합효소 억제제(polymerase inhibitor), 라싸열과 에볼라 출혈열 대항 조사 중인 신약 트리아자비린(en:triazavirin), 항바이러스 단백질인 베타인터페론(en:interferon beta), 이전에 식별된 단일 복제 항체(en:Monoclonal antibody)에 대한 고찰도 가능한 치료로서 같은 시기 즈음에 시작되었다. RNA-의존 RNA 중합효소(en:RNA-dependent RNA polymerase) 억제제, 비구조 단백 억제제(en:NS5B inhibitor) 및 C형 간염 치료제인 소포스부비르(en:Sofosbuvir)의 효과를 연구하는 계획도 2020년 1월 말에 시작되었다. 노르웨이 과학기술대학교 연구진이 인간에게 안전한 광범위 항바이러스제 120개로 된 데이터베이스를 만들어 2019년 신종 코로나바이러스 치료제 후보 31개를 식별했다.
2020년 1월 말 중국 연구 의료진이 중증급성호흡기증후군 및 2019-nCoV 대항 조사 중인 신약 렘데시비르, 말라리아 치료제인 클로로퀸, 항레트로바이러스 인간면역결핍 I 단백질분해효소 억제제인 로피나비르/리토나비르에 대한 임상 시험을 시작할 뜻을 표현했는데, 이 약제는 모두 탐색적 예비조사(en:Exploratory research)상 세포 수준에서 2019년 신종 코로나바이러스에 '꽤 좋은 억제 효과'를 보였다. 2020년 태국의 의사는 한 환자가 인간면역결핍 바이러스 I 단백질분해효소 억제제인 로피나비르/리토나비르와 독감 약인 오셀타미비르를 병용해 한 환자를 성공적으로 치료했다고 주장했다.

## 백신 연구
2020년 1월, 여러 단체 및 기관에서 공개된 게놈을 기반으로 코로나바이러스감염증-19 감염자를 치료하기 위한 백신 개발에 착수했다.
중국 질병예방통제센터가 신종 코로나바이러스에 대항하는 백신을 개발 중이다. 이전에 2003년 유행 동안 사스 코로나바이러스 업무에 참여했던 홍콩대학교의 윈궉융 교수팀도 한 백신이 이곳에서 개발 중이지만 아직 동물 실험을 진행해야 한다고 공표했다. 동부 상하이병원도 생명공학 회사인 스테미르나(Stemirna) 제약과 협력하여 한 백신을 개발 중이다.
생명공학기술 회사 모더나(Moderna)와 퀸즐랜드 대학교의 연구를 포함한 3건의 백신연구 프로젝트는 전염병예방혁신연합(CEPI)으로부터 지원된다. 미국 국립보건원(NIH)은 모더나와 협력하여 신종 코로나바이러스 표면 돌기와 일치하는 RNA 백신을 개발하고 있으며, 2020년 5월부터 생산하는 것을 목표로 하고 있다. 오스트레일리아에서는 퀸즐랜드 대학교에서 바이러스성 단백질을 유전적으로 변형시켜 코로나바이러스를 모방하게 하고, 면역반응을 촉진시키는 분자 클램프 백신을 연구하고 있다.
출판된 문헌에서 가장 잘 고찰(review)된 백신은 en:Pfizer–BioNTech COVID-19 vaccine으로서 1차 접종 뒤 14일 이후 2차 접종 시에는 6개월 동안의 위중증 예방 효과가 있고, 보건 종사자(health care workers)에게는 6.1%의 흔한 돌파 감염(en:Breakthrough infection)이 있었지만 무증상이거나 경도 유증상(asymptomatic or mildly symptomatic)인 것으로 나타났다.

## 진단
2019년 신종 코로나바이러스는 인두 면봉법(pharyngeal swab), 직장 면봉법(anal swab), 소변 표본과 혈액 표본(Urine sample and Blood sample)을 통해 실시간 중합효소연쇄반응(Real-time polymerase chain reaction)을 하거나, 진단 표본 출처에서 온 역전사 중합효소 연쇄반응(reverse transcription polymerase chain reaction)에 따라 실험실 확진(Laboratory confirmation)을 해 진단한다. 환자의 역학적 내력∙변천∙발달(epidemiological history), 과거 병력(past history), 개인 병력(personal history), 증상(symptoms), 징후(signs), 백혈구 수(blood cells count), 생화학 검사(biochemical test result)[혈액 검사], 컴퓨터단층촬영(Chest computed tomography) 이미지 등 임상 특징(Clinical characteristics)이 기록된다.
이 중 과거 병력을 묻는 이유는 2019년 신종 코로나바이러스가 속한 중증급성호흡기증후군 코로나바이러스라는 종[사실 변종]의 극상돌기(spike) 단백질이 안지오텐신 전환 효소 II(en:Angiotensin-converting enzyme 2) 수용체에 대한 충분한 결합력을 이용해 세포에 진입하는 기전을 지니고 있는데, 이 유전자로 인해 해당 감염증에 더 취약한 고혈압(Hypertension), 심부전(Heart failure), 뇌졸중(Stroke), 심근 경색(Myocardial infarction), 당뇨신장병(Diabetic nephropathy) 기저 질환자에게 의료인이 응급 시 사전 조치를 취하는 데 도움을 줄 수 있게 하기 위해서이다.

## 임상적 치료
2019년 신종 코로나바이러스는 보통 항바이러스제 치료(antiviral therapy), 항생제 치료(antibiotics therapy), 대증 요법(symptomatic treatment), 그리고 지지 치료(supportive therapy)를 포함하는 종합 치료(comprehensive treatment)로 대처한다.
진단이 필요한 사람은 후베이성 거주 및 여행의 역학적 내력∙변천∙발달(epidemiological history)이 있거나 지난 2주 동안 의심자와 확진자에 노출[호흡기 분비물을 고농도로 생성할 법한 과정에 대한 공간이나 대합실의 간병∙간호, 생활, 방문, 공유 중 밀접 접촉]된 경우로서 발열(fever), 피로(fatigue), 근육통(myalgia), 두통(headache), 기침(cough), 객담 생산(sputum production), 가슴통증∙흉통(en:chest tightness), 호흡곤란(dyspnea) 등 증상을 보이는 사람을 말하며, 백혈구 감소∙정상이나 림프구 감소 아니면 단순흉부방사선사진(Chest Radiograph)이나 흉부 컴퓨터단층촬영(Chest Computed Tomography)상 바이러스성 폐렴(Viral pneumonia)의 전형적 발견이 된다. 약식으로 15개 문항과 처방 추정으로 구성된 휴대폰 기반 자가진단 체계(cell phone-based auto-diagnosis system)인 신종 코로나바이러스 앱(nCapp)도 이용할 수는 있다.
단순 흉부방사선사진(chest radiograph)을 찍거나 흉부 컴퓨터단층촬영(Chest computed tomography)을 하는 이유는 치료 중 변화 찾기(Find out the changes in the course of treatment)를 위함이며, 비록 2번 연쇄 결과(two consecutive result)에서 음성이면 완치된 걸로 볼 수도 있지만, 임상 표준상으로는 퇴원 허용 시간(Time for admission to discharged)인 회복 시간(Recovery Time)이 사실 28일[4주]이다. 이와 더불어 사실 퇴원 전 15개 항목으로 구성된 90개 증상 대조표∙일람표(en:Symptom Checklist 90) 등 의료 직원과 환자의 우울 평가(Depression evaluation) 등이 이루어져야 하는데, 이는 객관적으로 지장 없이 환자가 일상생활에 심리적으로 정상 복귀하기 위함이다.
Lopinavir 200mg/Ritonavir 50mg는 위장 장애(Gastrointestinal Upset), 무증상 서맥(Asymptomatic Bradycardia), 간 기능이상(Liver Dysfunction), 두통(Headache), 흐려 보임(Blurred Vision)의 아주 흔한 부작용과 수혈(Transfusion)이 필요한 2 g/dl 이하의 헤모글로빈 감소, 급성 호흡 곤란 증후군(Acute Respiratory Distress Syndrome)의 흔한 부작용이 있지만, 위독한 상태에서 중증급성호흡기증후군 코로나바이러스 아종에 의한 부작용을 줄여준다.
2022년 en:John Wiley & Sons, Inc.에서 출판된 한 체계적 고찰(en:systematic review)에서 현재 en:Nirmatrelvir/ritonavir, 즉 상표명 팍스로비드(en:Paxlovid)가 코로나바이러스감염증-19 무증상 및 경도 유증상(asymptomatic or mild disease) 감염자에게 변이여도 공유하는 3C 유사 단백질분해효소(en:3C-like protease)에 항바이러스제로 작용해 사망률은 96%, 28일 내 입원 및 사망률은 87% 낮추고, 28일까지 삶의 질은 66% 개선하며, 연구 기간 중 치료 관련 부작용은 아주 흔하게 늘리더라도 연구 기간 중 응급 부작용은 5%, 금단 증상은 51% 줄이는 효과가 있음이 드러났다.
2021년 12월에 미국은 이 바이러스의 치료를 위해 en:Nirmatrelvir/ritonavir에 대한 긴급 사용 승인을 인정했고, 유럽 연합, 영국 및 캐나다도 곧 온전한 승인의 전례를 따랐다.

## 병리학
알려진 SARS-CoV-2의 유전체 배열 중 확인되는 낮은 변이량에 근거를 두어 이 바이러스 균주는 2019년 말 인간 개체군 사이에서 발현되기 몇 주 전 이내에 보건당국에 발견되었다. 그리고 현재이탈리아에 여러 가지 변종이발견되었다. 이 바이러스는 잇달아 중국의 다른 성 및 아시아, 유럽, 북미, 오세아니아의 114개 이상 국가에도 전파되었다. 인간 대 인간 전염은 학계에서 확인되었다. 2020년 1월 30일, 2019년 신종 코로나바이러스는 세계보건기구에서 국제적 공중보건 비상사태로 할당되었다.
2020년 3월 17일 19시 33분 경에는 감염 확진자가 183198명이 있는데, 이 중 81058명은 중국 본토 내에 있고 102140명은 그 외 지역에 있다.
한 수학적 모형에서는 2020년 1월 25일 경 우한 시에서만 감염된 사람 수가 75815명인 상태인 것으로 추정했다. 경미한 증상 구별에 다소 불명료한 면이 있고 환자에 따라 증상의 강도가 다르나, 2020년 3월 17일 19시 33분 경 이 바이러스에 원인이 있는 총 사망자 수는 7165명이고 우한시가 있는 후베이성 그리고 이탈리아, 이란, 스페인, 프랑스, 대한민국에서는 그 중 사망률이 각각 43.42%, 30.12%, 11.91%, 4.77%, 2.07%, 1.13%씩 발생하고 있다.
이 바이러스의 기초감염재생산수(R0, R Zero라고 읽음)는 1.4명에서 3.9명 사이이다. 이 말은 방치 시 이 바이러스가 기존 1감염당 1.4명 내지 3.9명의 새로운 환자를 낳는다는 의미이다. 란셋지(en:The Lancet)는 예비 조사 결과에서 이 바이러스 감염자 중 사망률을 2.9%로, 보수적 예측을 하는 세계보건기구는 상황 보고에서 감염 치사율(en:Infection Fatality Ratio)은 0.3% 내지 1%로, 확진 환자 치사율(Case Fatality Rate)은 SARS의 치사율인 9.6%보다 낮은 수치인, 2.3%로 추정했다. 그러나 세계보건기구, 미국 질병통제예방센터, 유럽 질병통제예방센터(en:European Centre for Disease Prevention and Control), 중국 국가위생건강위원회, 딩샹위안(en:DXY)의 자료 출처를 일정한 방법으로 실시간으로 취합해 메타데이터에 가장 가까운 존스 홉킨스 대학교(en:Johns Hopkins University) 시스템 과학 및 공학 센터 코로나바이러스감염증-19 환자 현황에 따르면, 2020년 3월 17일 19시 33분 경 이 바이러스에 원인이 있는 실제 사망률은 3.91%[=7165*100/183198]로 추정된다.